# Zaandam (Schiff, 1939)
Die Zaandam (II) war ein 1939 in Dienst gestelltes Passagier- und Frachtschiff der niederländischen Reederei Holland-America Line, das am 2. November 1942 im Südatlantik von einem deutschen U-Boot versenkt wurde. Dabei kamen 134 Passagiere und Besatzungsmitglieder ums Leben.

## Das Schiff
Das 10.909 BRT große Motorschiff wurde 1937 unter dem Namen Schiedam bei der Werft NV Dok en Werf Maatschappij Wilton-Fijenoord in Schiedam auf Kiel gelegt und 1939 als Zaandam fertiggestellt. Die erste Reise von New York nach Rotterdam fand am 21. Januar 1939 statt.
Das 152,9 Meter lange und 19,6 Meter breite Schiff hatte einen maximalen Tiefgang von 9,34 Metern und wurde von Dieselmotoren angetrieben, die auf zwei Propeller wirkten und 3359 nominale Pferdestärken (nhp) leisteten. Die Höchstgeschwindigkeit lag bei 18 Knoten. Die Zaandam, das Schwesterschiff der bereits 1938 fertiggestellten Noordam (II) (10.726 BRT), war für 160 Passagiere und 123 Mann Besatzung ausgelegt war.
Carl Zuckmayer, Alice Herdan-Zuckmayer und ihre gemeinsame Tochter Maria trafen an Bord der Zaandam laut Carls Autobiografie am Geburtstag seiner Mutter, also am 6. Juni 1939, um vier Uhr morgens in New York ein. Laut der Shipping News der Brooklyn Eagle legte das Schiff jedoch bereits am Montag, 5. Juni 1939, um acht Uhr (Daylight saving time) am Pier von Hoboken, New Jersey, gegenüber von Manhattan an.
Nach Ausbruch des Zweiten Weltkriegs wurde das Schiff in den Dienst der War Shipping Administration der US-Regierung gestellt.

## Versenkung
Am Montag, dem 2. November 1942, befand sich die Zaandam unter dem Kommando von Kapitän Jacob Matthias Stamperius auf einer Überfahrt von Beira (Mosambik) über Kapstadt (Südafrika) nach New York. Das Schiff war am 21. Oktober aus Kapstadt ausgelaufen. Neben 7000 Tonnen Kupfer und Chromit hatte das Schiff weitere 600 Tonnen Fracht geladen. An Bord befanden sich 112 Besatzungsmitglieder, 18 Artilleristen der United States Navy Armed Guard (USNAG) sowie 169 größtenteils US-amerikanische Passagiere. Die Passagiere waren in der Mehrheit Überlebende von fünf Handelsschiffen, die kurz zuvor vor Kapstadt versenkt worden waren. 15 stammten von dem Frachtdampfer Coloradan, 40 von dem Frachtdampfer Examelia, 41 von dem Frachtdampfer Chickasaw City, 31 von dem Tanker Swiftsure und neun von dem Motorschiff Firethorn. Die ersten vier waren unter der Flagge der USA, das letztgenannte unter der Flagge Panamas gefahren. Ebenfalls als Passagier an Bord war der 56-jährige Jan Pieter Wepster, ein langjähriger Kommandant von Holland-America-Schiffen, der auch Kapitän der Volendam gewesen war, als diese im August 1940 mit evakuierten britischen Kindern an Bord von U 60 torpediert worden war.
Um 18.17 Uhr am 2. November wurde die nicht in einem Geleitzug fahrende, einen Zickzackkurs verfolgende Zaandam etwa 300 Seemeilen nördlich der Landspitze Cabo De São Roque (Brasilien) von U 174 torpediert. U 174 war ein deutsches U-Boot des Typs IX C, das sich unter dem Kommando von Kapitän zur See Ulrich Thilo auf Feindfahrt befand. Der Torpedo schlug an der Backbordseite in den Maschinenraum ein und verursachte erhebliche Schäden in den darüber liegenden Decks. Die Maschinen wurden durch die Detonation zerstört, das Ruder reagierte nicht mehr und der Maschinenraum begann voll zu laufen. Nachdem das Ausbooten begonnen hatte, befahl Kapitän Wepster den bereits Eingestiegenen, die Boote wieder zu verlassen. Er war der Meinung, dass es sich nur um eine kleine Explosion im Maschinenraum handelte, die keinen Einfluss auf die Schwimmfähigkeit seines Schiffes haben würde.
Um 18.28 Uhr gab das U-Boot einen Fangschuss ab, der die Zaandam wieder an der Backbordseite traf und sie innerhalb von zwei Minuten mit dem Bug voran untergehen ließ. Es konnten vor dem Untergang drei Rettungsboote und zwei Flöße zu Wasser gelassen werden. Die anderen Boote waren durch die Explosionen zerstört worden. Die Insassen der Boote wurden von der U-Boot-Mannschaft nach Namen und Zielort des Schiffs gefragt. Auch wurden sie gefragt, warum so viele Passagiere an Bord waren, woraufhin geantwortet wurde, dass es sich um Überlebende anderer Schiffsversenkungen handelte.

## Die Überlebenden
Rettungsboot Nr. 2 kenterte und musste von den Insassen wieder aufgerichtet werden. Das Blut der Verwundeten lockte Haie an, die mehrere Todesopfer forderten. Die Rettungsboote Nr. 1 (72 Überlebende) und Nr. 4 (34 Überlebende) wurden am 7. November von dem amerikanischen Tanker Gulfstate aufgenommen. Von den 106 Geretteten starben zwei an Bord des Schiffs. Vier Schwerverletzte wurden dem US-Zerstörer Winslow übergeben, der sie nach Belém brachte.

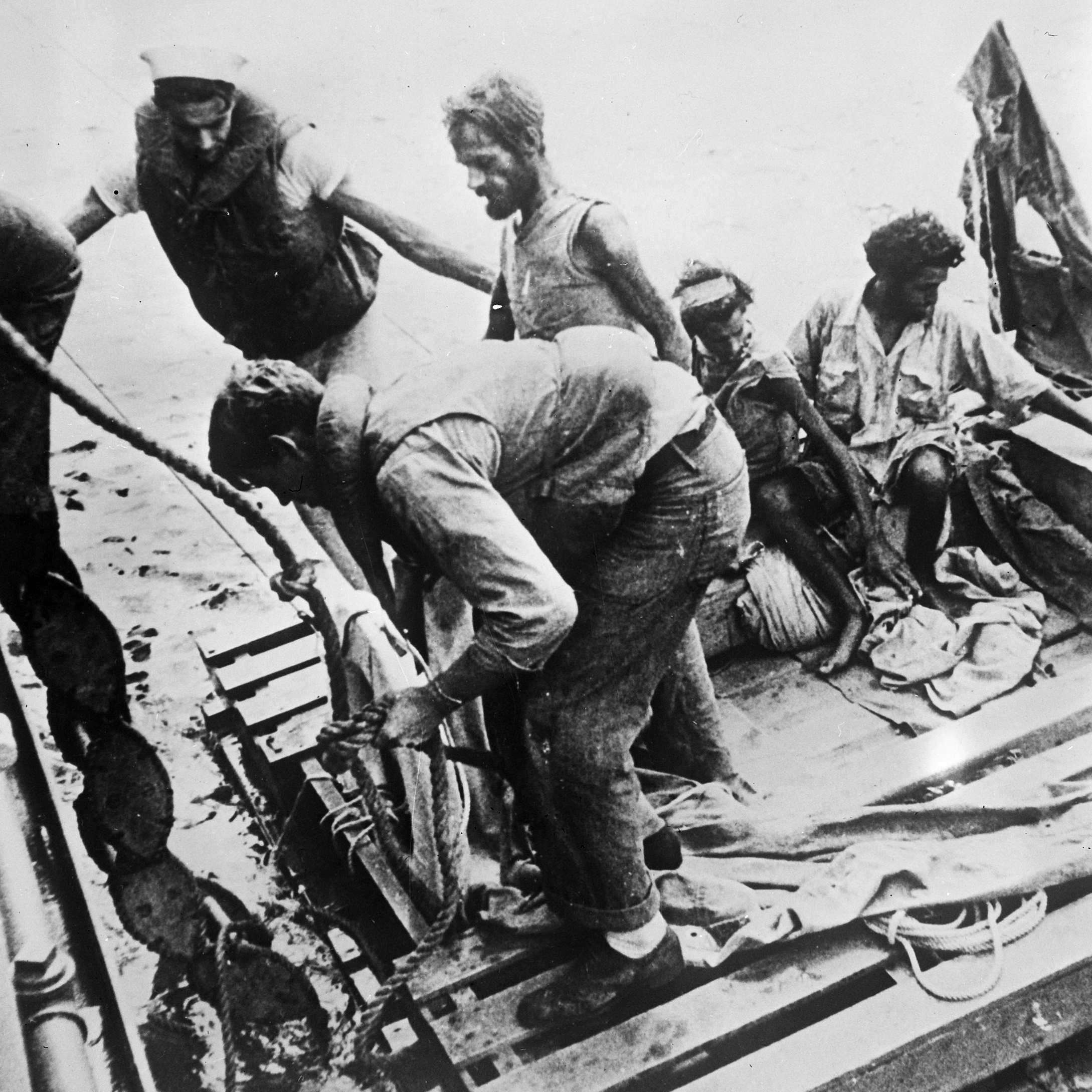
Drei Überlebende nach 83 Tagen auf einem Floß (1943)

Ein weiteres Boot mit 60 Insassen ging am 10. November bei Barreirinhas an der Küste des brasilianischen Bundesstaates Maranhão an Land. Zwei Männer starben dort kurz danach und wurden in Barreirinhas beigesetzt. Ein Rettungsfloß mit drei Überlebenden wurde 84 Tage nach der Versenkung von dem amerikanischen Patrouillenboot USS PC-576 gefunden, welches einen Konvoi entlang der Küste begleitete. Sie erhielten an Bord Flüssignahrung und verbrachten anschließend sechs Wochen in einem Krankenhaus in Pernambuco.
Durch die Versenkung der Zaandam kamen der Kapitän, zehn Schützen, 54 Besatzungsmitglieder und 69 Passagiere ums Leben; insgesamt 134 von 299 Menschen, die sich an Bord befunden hatten. Das Wrack der Zaandam liegt auf der Position 1° 25′ 0″ N, 36° 22′ 0″ W.